# Однаро-Янтарное
Однаро-Янтарное (также Янтарное, Осиновское, Мякишевское, Однарно-Янтарное) — озеро в Пореченской волости Великолукского района Псковской области.
Площадь — 1,5 км² (148,4 га, с 4 островами — 149,0). Максимальная глубина — 9,2 м, средняя глубина — 4,6 м. Площадь водосборного бассейна — 4,78 км².
Вблизи озера расположены деревни: Рудьково, Осиновый Рог, Мякишево.
Сточное. Относится к бассейну рек-притоков Некраса, Раслица, Вскуица (Крупица), Ловать.
Тип озера лещово-судачий. Массовые виды рыб: лещ, судак, щука, окунь, плотва, уклея, красноперка, ерш, густера, карась, линь, налим, язь, пескарь, щиповка, вьюн; раки (единично).
Для озера характерно: отлогие, крутые и низкие берега, луга, лес, болото; в центре — ил, заиленный песок, песчано-каменистые нальи, в литорали — песок, песок с галькой, камни, заиленный песок, глина; есть береговые и донные ключи.